# 博斯威爾 (印地安納州)
博斯威爾（英語：Boswell）是位於美國印地安納州本頓縣的一個城鎮。

## 地理
博斯威爾的座標為40°31′06″N 87°22′53″W / 40.51833°N 87.38139°W，而該地最高點為海拔高度230米（即755英尺）。

## 人口
根據2010年美國人口普查的數據，博斯威爾的面積為2.40平方千米，皆為陸域。當地共有人口778人，而人口密度為每平方千米324人。